# Eksplozijska odprtina
Eksplozijska odprtina (tudi eksplozijski ventil) je varnostna naprava za zaščito opreme ali objektov pred čezmernim notranje, eksplozijsko nastalim pritiskom, s pomočjo katere razbremenimo tlak.Eksplozijski ventil razbremeni pritisk od instant odprtja (ali aktiviranja) zaradi česar pritisk pstat doseže preseženo vrednost. Večje število plošč odprte eksplozije lahko namestite na isto plovilo procesa katerega je treba zaščititi. Eksplozijska odprtina je na voljo v več različicah in sicer: samouničevalna, brez lastnega ponovnega zapiranja in ponovne uporabe, samostojno ponovno zapiranje.
Eksplozijske varnostne ventile gradijo tako, da morajo imeti ravnotežje nasprotujočih si zahtev "nizko vztrajnostjo" in "visoke trdnosti".Vztrajnost negativno vpliva na učinkovito delovanje eksplozijske odprtine. Visoka trdnost mora prenašati velike sile, katere premikajo ventil za odpiranje odzračevalne odprtine po kateri odvajamo elemente eksplozije.Razkroj ne sme povzročiti razpada delov in jih spreminjati v izstrelke.
Za ocenjevanje učinkovitosti varnostnega ventila in njegove obseg uporabe veljajo pravila. Glej National Fire Protection Association 68, EN 14797.
Med normalnim odzračevanjem, je eksplozija prosto prazna, kar pomeni da je plamen na izhodu iz procesa zaščiten. Ko so zaščiteni plovilo ali cevi, ki se nahajajo v zaprtih prostorih, se kanali na splošno uporabljajo za varno posredovanje eksplozije zunaj stavbe. Vendar pa delovni kanali imajo slabosti in lahko povzročijo zmanjšanje učinkovitosti odzračevanja. Ambientalno odzračevanje v kombinaciji z eksplozijskimi zračniki lahko ugasnejo plamen dovajane eksplozije brez uporabe dragih vodov, ni omejeno na lokacijo opreme ali dražje protieksplozijske zaščite.